# Głowno (Landgemeinde)
Die gmina wiejska Głowno ist eine selbständige Landgemeinde in Polen im Powiat Zgierz in der Woiwodschaft Łódź. Ihr Sitz befindet sich in der Stadt Głowno. Die Landgemeinde, zu der die Stadt Głowno selbst nicht gehört, hat eine Fläche von 104,8 km², auf der (Stand: 31. Dezember 2020) 4826 Menschen leben.

## Geographie
Die Landgemeinde liegt im Norden der Woiwodschaft und umfasst die Stadt Głowno im Westen, Norden und Osten. 82 % des Gemeindegebiets werden landwirtschaftlich genutzt, 11 % sind mit Wald bedeckt.

## Geschichte
Bis 1953 hieß die Landgemeinde Gmina Lubianków, 1953–1954 Gmina Antoniew. Von 1975 bis 1998 gehörte die Landgemeinde zur Woiwodschaft Łódź.

## Gemeindegliederung
Die Landgemeinde Głowno besteht aus folgenden 31 Ortschaften mit Schulzenämtern:
Albinów • Antoniew • Boczki Domaradzkie • Boczki Zarzeczne • Bronisławów • Chlebowice • Dąbrowa • Domaradzyn • Feliksów • Gawronki • Helenów • Jasionna • Kadzielin • Kamień • Karasica • Karnków • Konarzew • Lubianków • Mąkolice • Mięsośnia • Ostrołęka • Piaski Rudnickie • Popów Głowieński • Popówek Włościański • Rudniczek • Władysławów Bielawski • Władysławów Popowski • Wola Lubiankowska • Wola Mąkolska • Wola Zbrożkowa und Ziewanice.
Weitere Ortschaften sind: Glinnik und Różany.